# LGBT文化

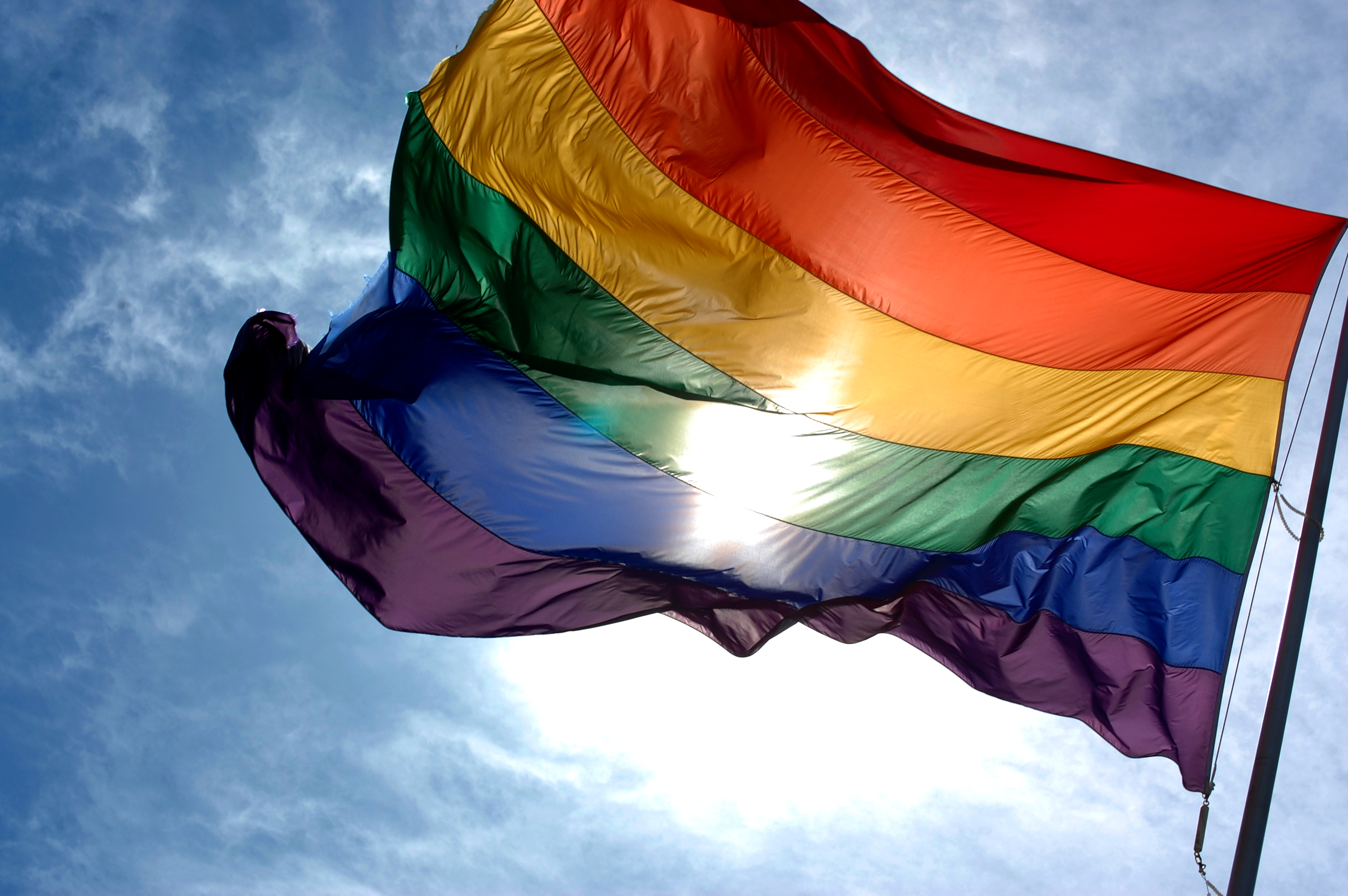
彩虹旗～LGBT象徵標誌

LGBT文化，中文或稱同志文化，是由女同性戀（Lesbian）、男同性戀（Gay）、雙性戀（Bisexual）、跨性別（Transgender）等群體所構成的文化。LGBT文化隨地區和社群差異呈現多樣的面貌，並非所有的LGBT群體都認同LGBT文化，這可能是由於未注意到地區文化存在差異、害怕社會污名或偏好維持低調的處世態度。

## 内容
LGBT文化通常包含：
- 以同性情慾或同志身份為主題的作品，包含古代和現代的文學、繪畫、攝影、雕塑、音樂、電影、電視廣播節目等創作
- 對同志運動的瞭解，參與政治議題和社會抗爭活動，爭取同志權益
- 對同志刻板印象的反諷，例如「酷兒」一詞的翻轉挪用
- 代表同志社群的人物和象徵，包含彩虹旗、粉紅三角形、同志偶像、遊行節慶等等

## 活動

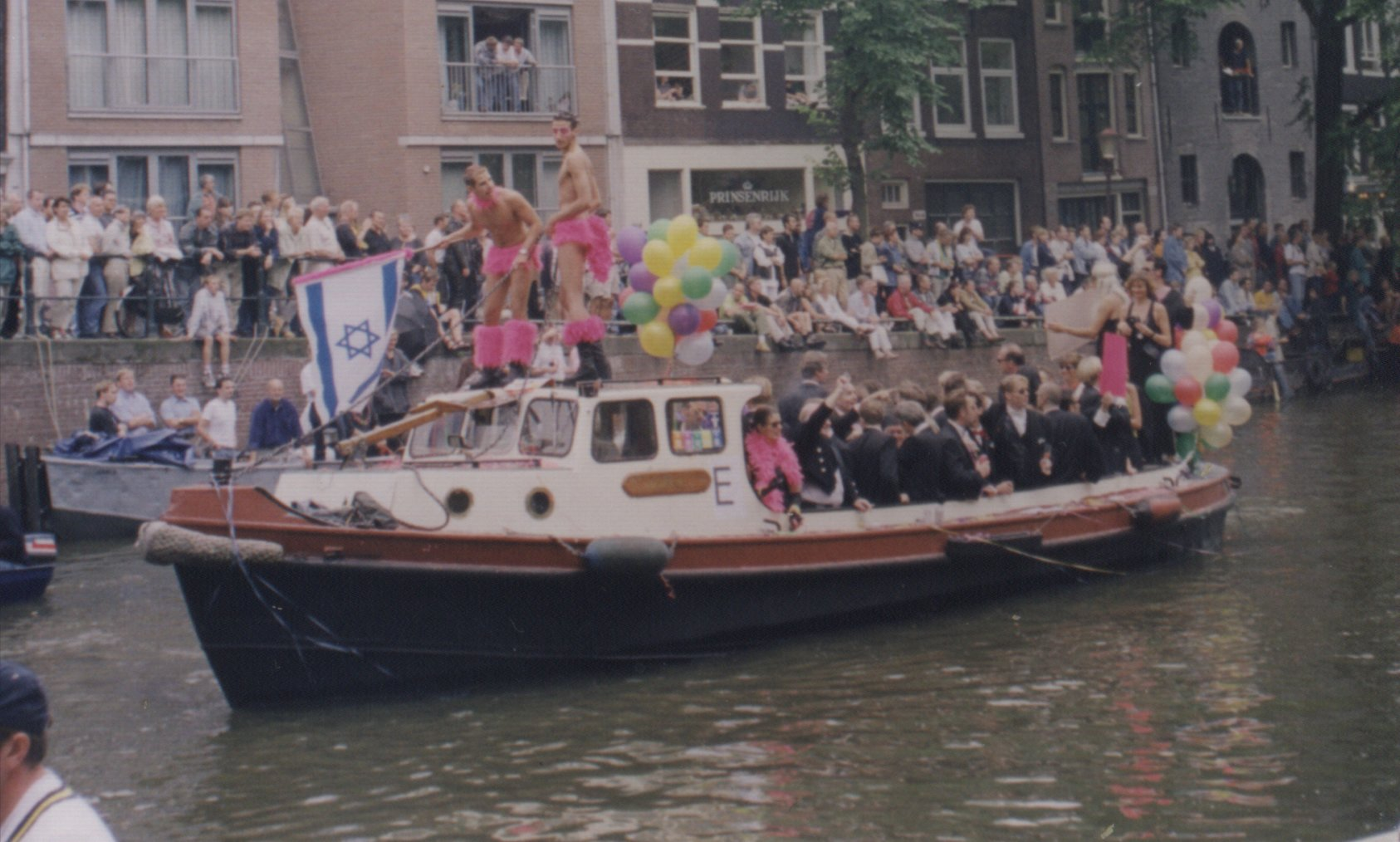
阿姆斯特丹同志遊行以及同志運動會，1998年

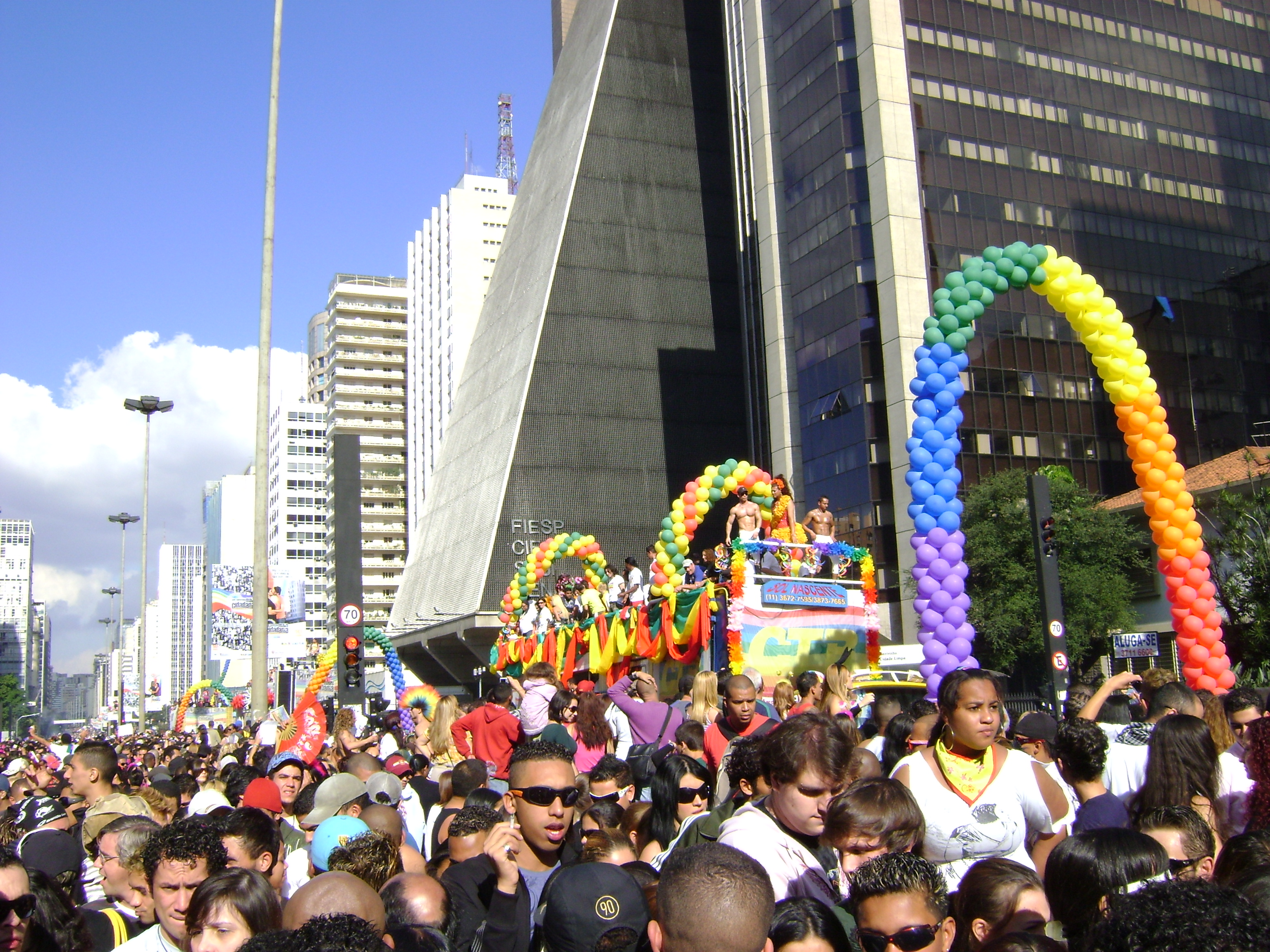
聖保羅同志大遊行，2009年。曾在2006年得金氏世界紀錄認定為世界最大規模的同志遊行

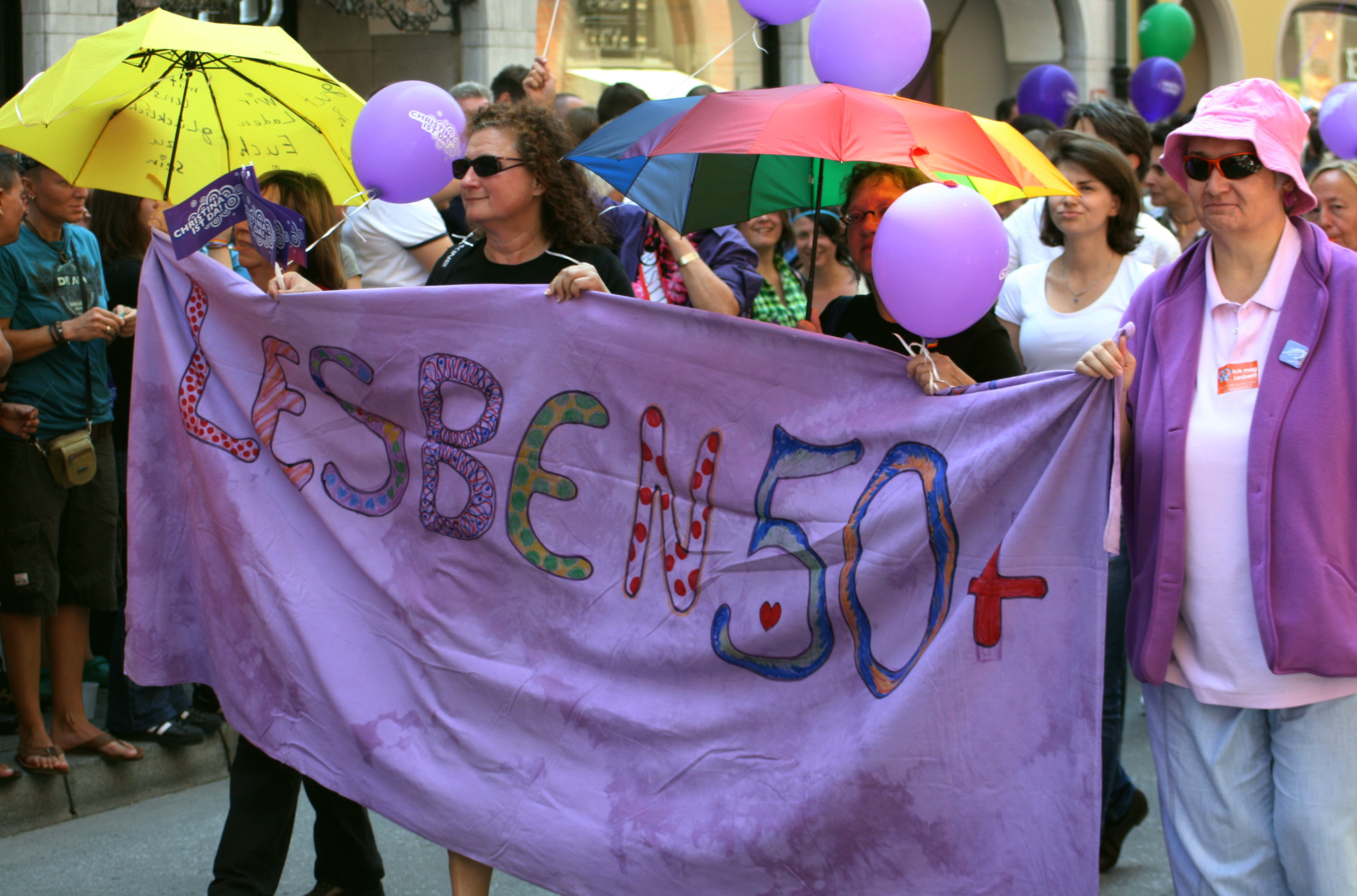
克里斯多福大街紀念日，2011年慕尼黑。為了紀念石牆事件而舉辦

### 遊行
同志遊行是同志社群為了慶祝同性戀自豪，爭取同志平權，要求社會關注同志議題所舉行的遊行慶典，源自於1970年6月舉行於紐約的「石牆事件紀念遊行」。同志遊行常見的彩虹旗象徵，則出自於1978年的舊金山同志遊行。世界各大城市，包括法國巴黎、英國倫敦、西班牙馬德里、荷蘭阿姆斯特丹、義大利羅馬、德國柏林、科隆、巴西里約熱內盧、聖保羅、阿根廷布宜諾斯艾利斯、美國紐約、洛杉磯、舊金山、芝加哥、加拿大多倫多、蒙特婁、以色列臺拉維夫、土耳其伊斯坦堡、澳洲雪梨等地，經常作為同志遊行的主辦都市。
華人地區首次同志遊行活動，為2003年於台北舉辦的台灣同志遊行，該遊行同時也是第四屆台北同玩節系列活動之一。其餘尚有2008年首次香港同志遊行、2009年上海驕傲周以及新加坡、香港粉紅點運動。
重要的國際性LGBT節日，包含5月17日的國際不再恐同日，紀念世界衛生組織（WHO）在1990年5月17日將同性戀從國際疾病與相關健康問題統計分類中刪除，該活動希望喚醒世人，關注因性傾向及性別認同，而產生一切加在肉體上及精神上的暴力及不公平對待。據報2014年，有超過130個國家舉行了紀念活動。

### 體育
- 同志運動會：由湯姆·沃德維爾（英语：Tom Waddell）創辦於1982年舊金山，目標是發揚包容和參與的精神，以及在運動會中追求個人的成長卓越
- 世界同志運動會：由同性恋国际体育协会（英语：Gay and Lesbian International Sport Association）於2006年8月首屆舉辦，該屆運動會同時也發布了一份LGBT人權文件蒙特婁宣言（英语：Declaration of Montreal）
- 亞洲同志運動會（The Straits Games） （页面存档备份，存于）：從2002年開始，由馬來西亞和新加坡的同志組織發起，目標是在同志族群中推廣友誼和健康的生活方式[8]
- 男女同性戀體育名人堂（英语：National Gay and Lesbian Sports Hall of Fame）：2013年創辦，紀念對體育活動有傑出貢獻和努力成就的LGBT人物和體育組織

### 選秀
- Mr. Gay International（英语：International Mr Gay Competition）：2005-2011年間，由Noble Beast基金會發起的世界級男同志選秀比賽
- Mr Gay World（英语：Mr Gay World）：2009年發起的世界級男同志選秀比賽，總部位於澳洲
- Mr Gay Europe（英语：Mr Gay Europe）：2005發起的歐洲男同志選秀比賽
- 國際皇后小姐：由蒂芬妮秀芭堤雅公司（Tiffany's Show Pattaya Company）組織的跨性別選美活動

## 創作

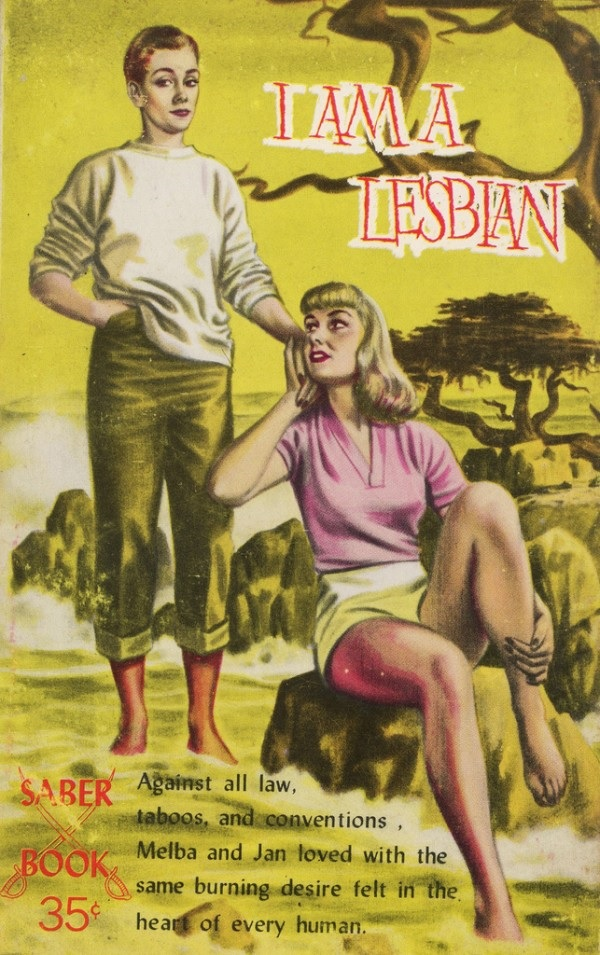
Lora Sela小說I Am A Lesbian書封

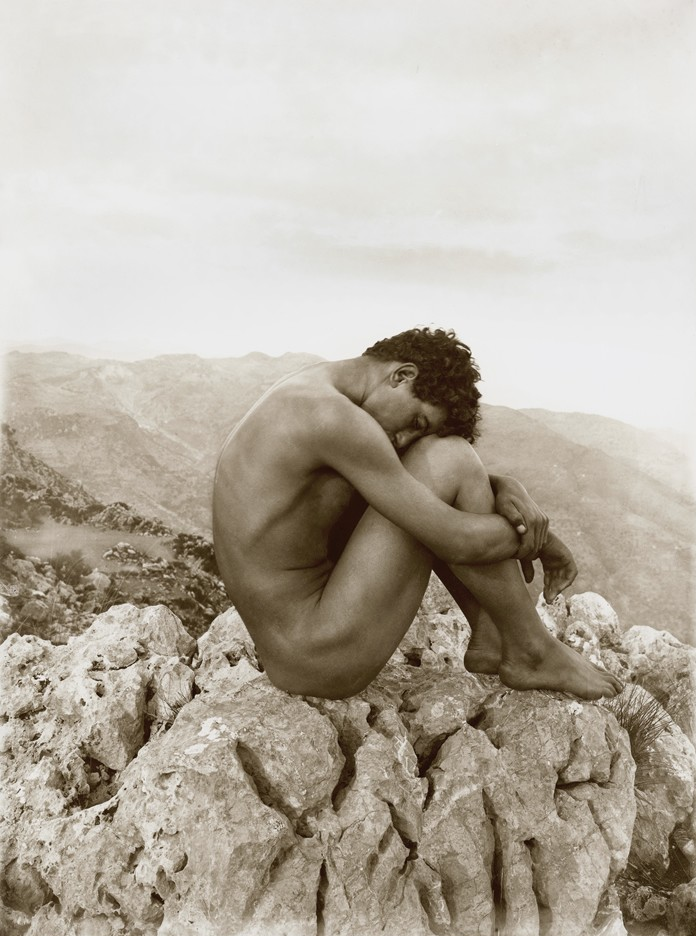
男性裸體攝影師威廉·馮·格魯登的作品該隱（Caino）

### 書籍
- Lambda Literary Award（英语：Lambda Literary Award）：Lambda文學基金會為鼓勵同志作品的出版寫作設立的圖書獎
- 石牆圖書獎：美國圖書館學會設立關於GLBT主題的圖書獎
- Gaylactic Spectrum Awards（英语：Gaylactic Spectrum Awards）：北美科幻小說組織Gaylactic Network所設立的科幻、奇幻、驚悚小說獎項
- Bruno Gmünder Verlag（英语：Bruno Gmünder Verlag）：同志書籍的出版商，最重要的出版品為同志旅遊指南斯巴達克國際同性戀旅行指南
- 集合出版社（页面存档备份，存于）：民國89年成立，以出版女同志正面小說為主體的出版社。
- 基本書坊 （页面存档备份，存于）：專門出版男同志書籍的出版社

### 報刊
- Journal of Homosexuality：1976年起出版的美國性學學術期刊
- The Advocate：同志為主題的雙月刊，含括新聞、政治、藝術、娛樂等主題
- 成蹊同志生活誌：支持台灣酷兒文學藝術創作發展為主軸的非營利社團組織
- Element Magazine（英语：Element Magazine）：創立於新加坡，以同志生活時尚為主題的雙月刊
- 同位素 （页面存档备份，存于）：台灣第一份同志電子刊物（SINCE 1997）
- LEZS雜誌 （页面存档备份，存于）：女同志生活雜誌
- 台灣立報性別專欄：關心性別議題的版面

### 藝術
- 萊斯利洛曼同性戀藝術博物館（英语：Leslie Lohman Museum of Gay and Lesbian Art）：位於紐約曼哈頓，以收集、保存、展示LGBT藝術家或以LGBT為主題的視覺藝術作品

### 音樂
- Y.M.C.A.
- ㄈㄨˇ ㄇㄛTOUCH：1997年4月，台灣獨立唱片品牌「恨流行」發行了台灣第一張同志專輯「....ㄈㄨˇ ㄇㄛTOUCH.....」
- 擁抱：1998年，「角頭音樂」發行台灣第二張同志音樂創作「擁抱」
- 答案：美國歌手李玟《好心情》專輯中的歌曲

- 彩虹：台灣歌手張惠妹《阿密特》專輯中的歌曲
- 迷幻：台灣歌手蔡依林《Muse》專輯中的歌曲
- 不一樣又怎樣：台灣歌手蔡依林《呸》專輯中的歌曲
- 手牽手合唱音樂會 （页面存档备份，存于）：2015年10月30日至11月1日，由G大調男聲合唱團主辦於台北首次舉行。
- The Harmonics （页面存档备份，存于）

### 戲劇
- Split Britches（英语：Split Britches）
- 寶塚歌劇團
- 臨界點劇象錄劇團
- 螢火蟲劇團

### 廣告
- Ikea (1994) "Dining Room" （页面存档备份，存于）
- Abercrombie & Fitch (2014) "Other Sports Require One Ball. Wrestling Requires Two" （页面存档备份，存于）
- 伊莎貝爾 (2014) 「他他篇」 （页面存档备份，存于）
- Tiffany & Co. (2015) "Love Without Limits" （页面存档备份，存于）
- 麥當勞McCafé 讓對話更有溫度「接納篇」
- Gay Ad Network （页面存档备份，存于）

### 電影
- 泰迪熊奖：柏林國際影展專門為影展中各個單元反映LGBT題材的電影所設的一個專門獎項
- GLAAD媒體獎：由GLAAD設立，頒發給對LGBT有重大影響的電影、電視劇、戲劇、音樂、雜誌、廣告等大眾傳播媒體的獎項
- 香港同志電影節：亞洲歷史最悠久的同志電影節《香港同志影展》每年旨在尋找並向大家呈獻世界各地最好和最新的同志電影。
- 台灣國際酷兒影展 （页面存档备份，存于）：2014年台灣首次舉辦專門以多元性別為主題的影展
- 金馬國際影展「性別越界」單元：金馬影展規劃專門探討男女同志、雙性戀與性別認同題材的單元
- 北京酷兒影展（页面存档备份，存于）：2001年12月由北京大学影视协会的一群大学生创办，目前中国大陆唯一一个通过电影放映、交流活动来展开性与性别身份探讨的民间主题影展。

## 社群

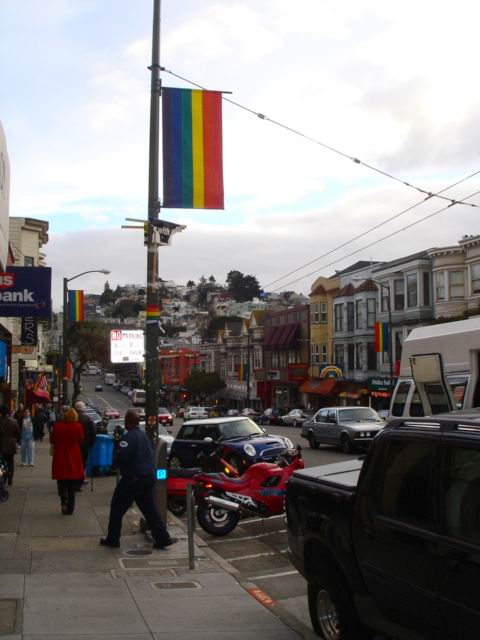
舊金山卡斯楚街終年展示彩虹旗，為LGBT文化的象徵

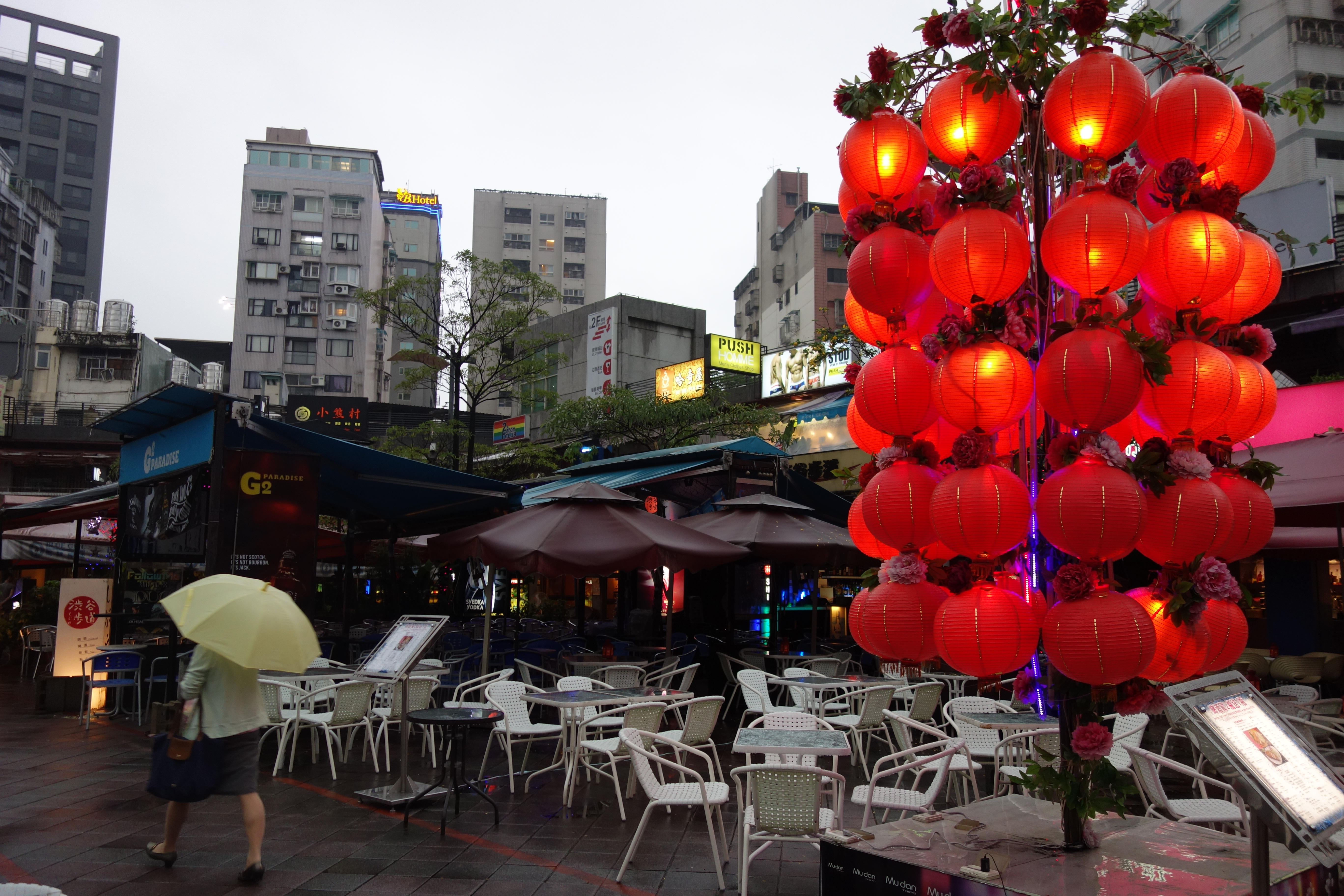
西門紅樓南廣場，為同性戀酒吧與相關產業的聚集處

### 景點
同志區（Gayborhood、Gay village）為同性戀、雙性戀、跨性別等人口集中居住或頻繁活動的地區，該地區的商家因應同志市場需求，而設立大批的同志設施，例如同志夜店、酒吧、桑拿、澡堂、餐馆、書店等等。
- 歐美
  - 倫敦蘇荷區、伯明罕Gay Village（英语：Birmingham Gay Village）、曼徹斯特Canal Street
  - 紐約曼哈頓切爾西、同志街、石牆酒吧、舊金山卡斯楚街、洛杉磯西好萊塢
  - 多倫多Church and Wellesley（英语：Church and Wellesley）
  - 馬德里Chueca（英语：Chueca, Madrid）、錫切斯
  - 柏林舍嫩贝格
  - 巴黎玛莱区
- 拉美、非洲
  - 里約熱內盧Rua Farme de Amoedo（英语：Rua Farme de Amoedo）、聖保羅弗雷卡内卡街
  - 約翰尼斯堡Rosebank（英语：Rosebank, Gauteng）
- 亞洲
  - 特拉維夫：特拉維夫被評選為最能接受LGBT生活的城市而被譽為同性戀之聖地。
  - 東京新宿二丁目、大阪堂山町
  - 首爾鐘路區、梨泰院
  - 曼谷是隆區
  - 馬尼拉Malate（英语：Malate, Manila）
- 台灣
  - 台北市：台北市是亞洲也是華人地區最友善地的城市，亞洲眾多華人同志至台灣旅遊，必去之朝聖地點。
  - 二二八和平紀念公園：從早期台灣台北市一路迄今發展，晚上擁有眾多男同志聚集交友的公共空間，前身為新公園。
  - 晶晶書庫：華人地區第一家同志書店，於1999年1月1日創立，也是台灣同志驕傲遊行的發起人之一。
  - 西門紅樓：台北男同志聚集之開放空間廣場。

### 團體

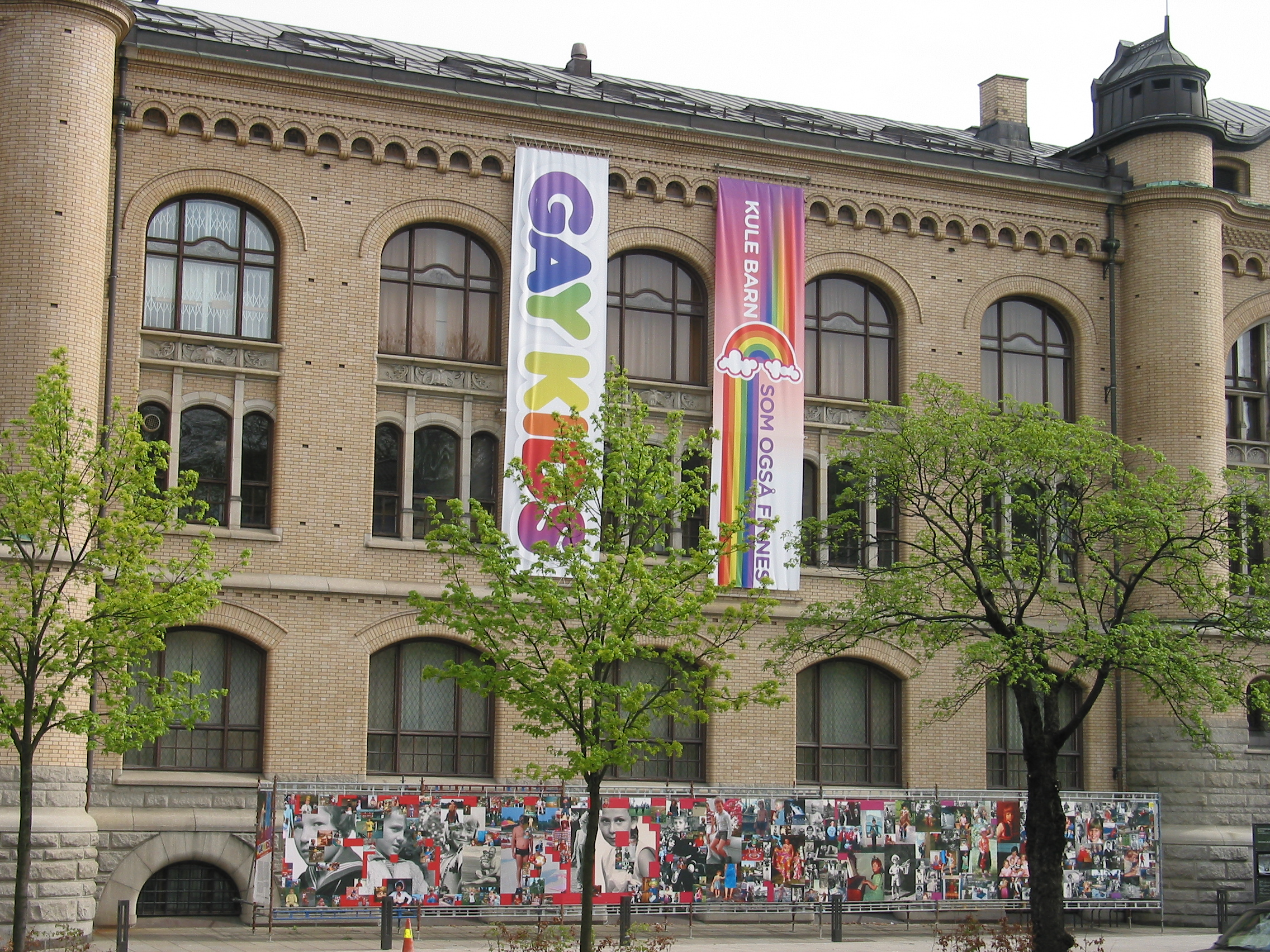
奧斯陸文化歷史博物館Gay Kids相片展。該展覽展示各男女同志兒時生活的面貌

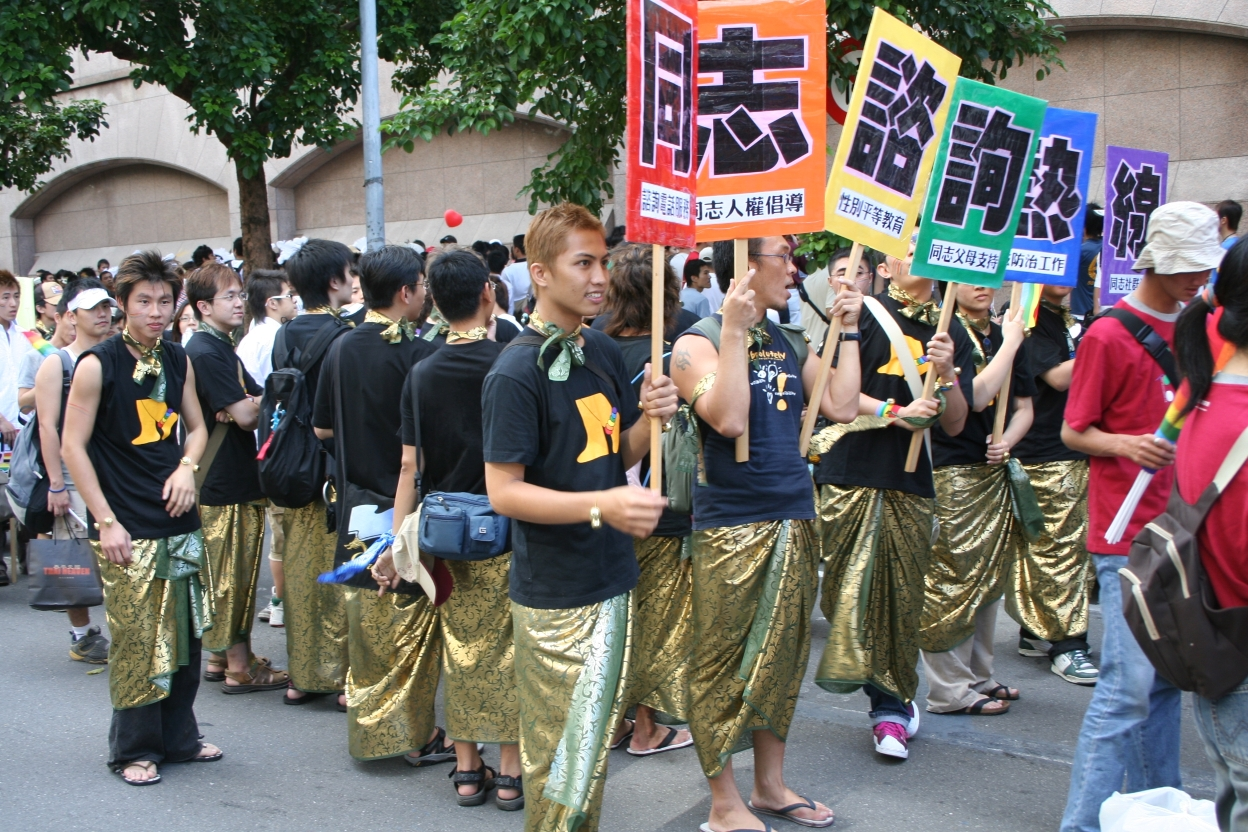
臺灣同志諮詢熱線協會的宣傳者穿著閃亮褲裙參加台灣同志大遊行

- 國際LGBTI聯合會
- 國際立即行動
- GLBT歷史學會（英语：GLBT Historical Society）
- 同性戀博物館（英语：Schwules Museum）
- 石牆圖書與檔案館
- G Major Chorus G大調男聲合唱團 （页面存档备份，存于）
- 國際男女同性戀旅遊協會 （页面存档备份，存于）
- 臺灣同志諮詢熱線協會
- 北京同志中心（页面存档备份，存于）
- 同性恋亲友会
- 大都會社區教會（英语：Metropolitan Community Church）（基督教）
- 同光同志長老教會（基督教）
- Inner Circle （页面存档备份，存于）（伊斯蘭）
- Gay Buddhist Fellowship （页面存档备份，存于）（佛教）